# Броненосці берегової оборони типу «Деодору»
Броненосці берегової оборони типу «Деодору» (порт. Classe Deodoro) — два сконструйованих та побудованих у Франції броненосців берегової оборони, які були придбані для ВМС Бразилії наприкінці 1890-х. Після їх побудови, журнал Scientific American назвав їх невеликими кораблями у класі (очевидно маючі на увазі лінійні кораблі взагалі), що "будувалися лише для другорядних морських потуг," водночас зазначали, що це  "чудо" що  "стільки броні та озброєнь можуть розміщуватись" на кораблі такого розміру. Вони залишалися єдиними сучасними великими броньованими кораблями Бразилії до появи двох лінійних кораблів типу «Мінас-Жерайс» у 1910.

## Конструкція
Кораблі мали невисокий надводний борт, довгу надбудову та одногарматні башти на носі та кормі. Допоміжна артилерія також була встановлена на носі і кормі, але у казематах х обох бортів. Попри побудову у Франції кораблі були озброєні гарматами  Армстронга.

## Історія служби
У 1912 обидва кораблі пройшли модернізацію з встановленням нових рушіїв та озброєння.
1924 Бразилія продала «Деодору» Мексиці. У складі ВМС Мексики корабель під ім'ям Anáhuac прослужив до 1935 року, переважно як навчальний.  

## Кораблі типу
- Deodoro
- Floriano